# Carl Ludwig von Lassberg
Carl Ludwig von Lassberg (* 23. April 1709; † 31. Oktober 1785 in Hubertusburg) war ein deutscher Forstmann und 1763/77 erster sächsischer Oberlandforstmeister.

## Biografie
Carl Ludwig von Lassberg war von dem fortschrittlichen Landesjagd- und Forstobermeister Johann Georg von Langen im Herzogtum Braunschweig-Lüneburg ausgebildet worden. Im 17. und 18. Jahrhundert war von Kameralisten und Forstleuten die Wichtigkeit einer ordentlichen Forstwirtschaft erkannt worden und es wurde versucht, die oft mehr der Jagd den Vorzug gebenden Landesfürsten von einem geregelten Waldbau zu überzeugen.
Im Zuge des ab 1760 aufkommenden Rétablissement berief der Administrator Prinz Franz Xaver von Sachsen 1763 Lassberg zum Neuaufbau des Forstwesens nach Dresden. Bis zu dieser Zeit hatten in Sachsen die Forstmeister wie die Jagdbediensteten dem Oberhofjägermeister unterstanden. Lassberg versuchte bis 1777 eine eigene Institution aufzubauen. Problematisch war der forstlich schlechte Ausbildungsstand seiner Förster, die häufig nur als „Hirschgerechte Jäger“ ausgebildet worden waren, von Waldbau aber wenig Ahnung hatten. Auf höchster Ebene intrigierte zudem der Oberhofjägermeister von Wolffersdorff gegen seinen Konkurrenten. Lassberg schaffte es nicht, den seit 1768 regierenden sächsischen Kurfürsten Friedrich August III. von seiner Forstverwaltung zu überzeugen. 1777 wurde Lassberg als regionaler Oberforstwildmeister von Torgau dem neuen Oberhofjägermeister von Schirnding unterstellt, die Forstreform war gescheitert. Erst ab 1810/1811 konnte Heinrich Cotta eine Königlich-Sächsische Forstverwaltung samt Lehranstalt aufbauen.